# Enyalius erythroceneus
Espèce
Enyalius erythroceneus est une espèce de sauriens de la famille des Leiosauridae.

## Répartition
Cette espèce est endémique de l’État de Bahia au Brésil.

## Description
L'holotype de Enyalius erythroceneus, un mâle adulte, mesure 285 mm dont 195 mm pour la queue.

## Étymologie
Son nom d'espèce, du grec ancien ἐρυθρός, erythrós, « rouge », et κενεών, keneon, « flanc, côtés », lui a été donné en référence à la couleur rouge orangée des flancs des mâles (les femelles, quant à elles, ne présentent pas cette couleur).

## Publication originale
- Rodrigues, De Freitas, Santos Silva & Viña Bertolotto, 2006 : A new species of lizard genus Enyalius (Squamata, Leiosauridae) from the highlands of Chapada Diamantina, State of Bahia, Brazil, with a key to species. Phyllomedusa, vol. 5 no 1, p. 11-24 (texte intégral).